# پوتوس
- پوتوس∗ یا پتوس یا لوکَژ (نام علمی: Epipremnum aureum) از خانواده گل‌شیپوریان∗، جنس پوتوس‌ها∗ و بومی جزایر سلیمان است. این گیاه را در گلخانه‌های گرم نگهداری و تکثیر می‌کنند، ارزش تزئینی آن مرهون رنگ‌های ابلق مرکب زرد تند و سفید مایل به کرم است. پوتوس از گیاهان آپارتمانی بالارونده است.

زیرخانواده‌ای که پوتوس به آن تعلق دارد،
برگ‌انجیری‌وارها∗ است.همچنین جزو گیاهان رونده محسوب می‌شود و رشد سریعی دارد به این معنا که پس از بلند شدن ساقه‌ها و رشد برگ‌ها می‌توان یک مسیر را برایش مشخص نمود و این توانایی را دارد که در مسیر مورد نظر شما بدون خاک و تنها با در آب ماندن رشد کند و مکان مورد نظر را به مکانی زیبا و دل‌انگیز تبدیل کند. علاوه بر زینت بخشیدن به محیط این گیاه به تصفیه هوا نیز کمک می‌کند و نقش به سزایی در تولید اکسیژن و پاکسازی هوا دارد. پتوس یکی از بادوام ترین و مقاوم ترین گیاهان آپارتمانی است. این گیاه زیبا و سبز رنگ را می توان در همه خانه ها نگهداری کرد. فرقی ندارد نور کافی وجود داشته باشد یا نور کم. پتوس سازگاری بالایی با کم نوری دارد. سریع الرشد است و تکثیر آن از طریق قلمه ساقه به راحتی قابل انجام است. 
برای داشتن گیاه شاداب با رشد بهتر، در فصل رشد گیاه را هر دو هفته یکبار با کود کامل تقویت کنید. می‌توان از کودهای پودری جامد که حاوی سه عنصر اصلی نیتروژن،  پتاسیم و فسفر هستند و به نام کود سه بیست نیز شناخته می‌شوند، هر دو هفته یک بار در فصل بهار و تابستان، برای تقویت و رشد بهتر گیاه، استفاده نمود. دریافت نور خورشید به صورت غیر مستقیم هم گیاه سبزتر با رشد بیشتر را برای شما فراهم خواهد کرد.
گونه های مختلف پتوس از جمله پتوس سبز، پتوس حصیری، پتوس ارتشی، پتوس نئون، پتوس ابلق، پتوس مرمری و ... وجود دارد.

## پرورش و نگهداری
- نور: گیاه پوتوس آفتاب غیر مستقیم را می‌پسندد و آفتاب مستقیم برای پوتوس خوب نیست.
- خاک: مخلوطی از پیت‌ماس، خاک برگ و ماسه، پرلیت بستر مناسبی برای پتوس است.
- آب: پس از خشک شدن عمق حدود ۶ سانتی‌متری خاک زمان آبیاری مجدد است.
- ازدیاد: تکثیر این گیاه بسیار آسان است و از روش قلمه و خوابانیدن تکثیر می‌شود.
- کود: برای کوددهی پتوس می‌توانید هر دو هفته یکبار آن را کوددهی کنید. کود گرین برای این گیاه یک پیشنهاد مناسب است.

این گیاه را می‌توانید به راحتی در آب نگهداری کنید که این کار باعث می‌شود گیاه ریشه دهد. پس از گذشت حداکثر چند ماه حتماً گیاه ریشه دار شده را به خاک انتقال دهید.

## انواع پتوس
زیر گونه‌های پتوس عبارتند از: سبز، ابلق، منجولا، ملکه مرمر، ارتشی، نئون، نقره ای و…
البته اکثر گونه‌های این گیاه نیاز آبی و نوری یکسانی دارند.
پتوس سبز یکی از متداول‌ترین گونه‌های پتوس است و به نور کمی نیاز دارد. پتوس ابلق  که از گیاهان ابلق  محسوب میشود را می‌توانید از رگه‌های طلایی و زرد رنگ بر روی پس زمینه سبز برگ‌ها شناسایی کنید. گونه ابلق پتوس برای حفظ رنگ برگ‌هایش به نور بیشتری نیاز دارد.
پتوس مرمری که یکی از زیباترین گونه‌های پتوس است با نام ملکه مرمری هم شناخته می‌شود و یکی از زیباترین و گران‌ترین گونه‌های پتوس است. پتوس ساتین یا پتوس نقره ای یکی از گونه‌های کمیاب پتوس است و دارای رنگ نقره ای خاکستری زیبایی ست. برگ‌های این گونه کمی ضخیم هستند و برای بهترین عملکرد به نور غیرمستقیم خورشید و مکان نیم سایه نیاز دارد. پتوس ارتشی یکی دیگر از گونه‌های زیبای پتوس است و روی برگ‌های سبز رنگش لکه‌های سفید دارد.

## مشکلات وبیماری‌ها

### زرد شدن و ریزش برگ؛ پوسیدگی ساقه
دلیل این ناهنجاری آبیاری بیش از اندازه به ویژه در زمستان است. پوتوس در شرایط غرقابی دوام نمی‌آورد.

### حاشیهٔ برگ‌ها قهوه‌ای‌تر است، سطح برگ نیز نقطه‌های قهوه‌ای دارد
دلیل این ناهنجاری ناکافی بودن آب در دورهٔ رشد است. بین دو آبیاری سطح خاک گلدان باید خشک باشد، اما نباید اجازه داد که محیط ریشه خشک بماند.

### نوک برگ قهوه‌ای و چروکیده می‌شود
هوای خشک دلیل این عارضه است. به‌طور منظم به برگ‌ها آب بپاشید.

### برگ‌ها شل و پیچیده‌اند، ساقه پوسیده‌است
هوای سرد باعث این عارضه است. پوتوس به کاهش ناگهانی دما به پایین‌تر از ۱۰ درجه سانتی‌گراد فوق‌العاده حساس است.

### افزایش فاصله بین دو برگ و رشد علفی
کمبود نور دلیل این عارضه است. در مکان با نور غیر مستقیم قرار دهید.

### از دست رفتن ابلقی و بخش‌های سفید
گیاهان ابلق و برخی دیگر از گونه‌ها در اثر کمبود نور سبز می‌شوند.
بیماری‌های ریشه در گیاه پتوس می‌توانند به دلیل عوامل مختلفی ایجاد شوند، مانند آبیاری نادرست، خاک ناسالم، و یا حمله بیماری‌های قارچی و باکتریایی. در ادامه به برخی از بیماری‌های شایع ریشه پتوس اشاره می‌کنم:
```
   پوسیدگی ریشه (Root Rot): یکی از شایع‌ترین مشکلات در گیاهان آپارتمانی، به ویژه پتوس، پوسیدگی ریشه است که معمولاً به دلیل آبیاری بیش از حد و خاکی با 
زهکشی
 ضعیف ایجاد می‌شود. این بیماری توسط قارچ‌ها (مثل Phytophthora یا Pythium) ایجاد می‌شود و موجب تغییر رنگ ریشه‌ها به قهوه‌ای و نرم شدن آن‌ها می‌شود. نشانه‌های آن شامل زرد شدن برگ‌ها، پژمردگی، و کاهش رشد گیاه است.
   درمان: باید ریشه‌های آسیب‌دیده را از بین برد و گیاه را در خاک تازه و زهکشی‌شده با تهویه مناسب کاشت. همچنین باید میزان آبیاری را کاهش داد.
   بیماری‌های باکتریایی ریشه: برخی از بیماری‌های باکتریایی مثل Pectobacterium می‌توانند موجب پوسیدگی ریشه‌ها شوند. این باکتری‌ها باعث تخریب بافت ریشه و تولید بوی نامطبوع می‌شوند.
   درمان: این نوع بیماری‌ها معمولاً با استفاده از آنتی‌بیوتیک‌ها قابل درمان نیستند و گیاه باید از خاک خارج شده و ریشه‌های آلوده قطع شوند.
   کمبود اکسیژن در ریشه: وقتی که خاک بیش از حد متراکم باشد یا زهکشی ضعیفی داشته باشد، ریشه‌ها قادر به دریافت اکسیژن کافی نخواهند بود. این باعث کاهش رشد و ضعف ریشه‌ها می‌شود که به نوبه خود بر روی سلامت کلی گیاه تأثیر می‌گذارد.
   درمان: باید خاکی با زهکشی مناسب استفاده کنید و از گلدان‌هایی با سوراخ‌های زهکشی مناسب بهره بگیرید.
```

پیشگیری:
```
   استفاده از خاک با زهکشی خوب و گلدان با سوراخ‌های زهکشی
   آبیاری به میزان مناسب و عدم آبیاری بیش از حد
   بررسی دوره‌ای ریشه‌ها برای اطمینان از عدم وجود بیماری‌های قارچی و باکتریایی
```

اگر گیاه شما دچار مشکلات ریشه شده است، سریعاً اقدام به درمان کنید تا از انتشار بیماری و آسیب بیشتر به گیاه جلوگیری شود.

## نگارخانه

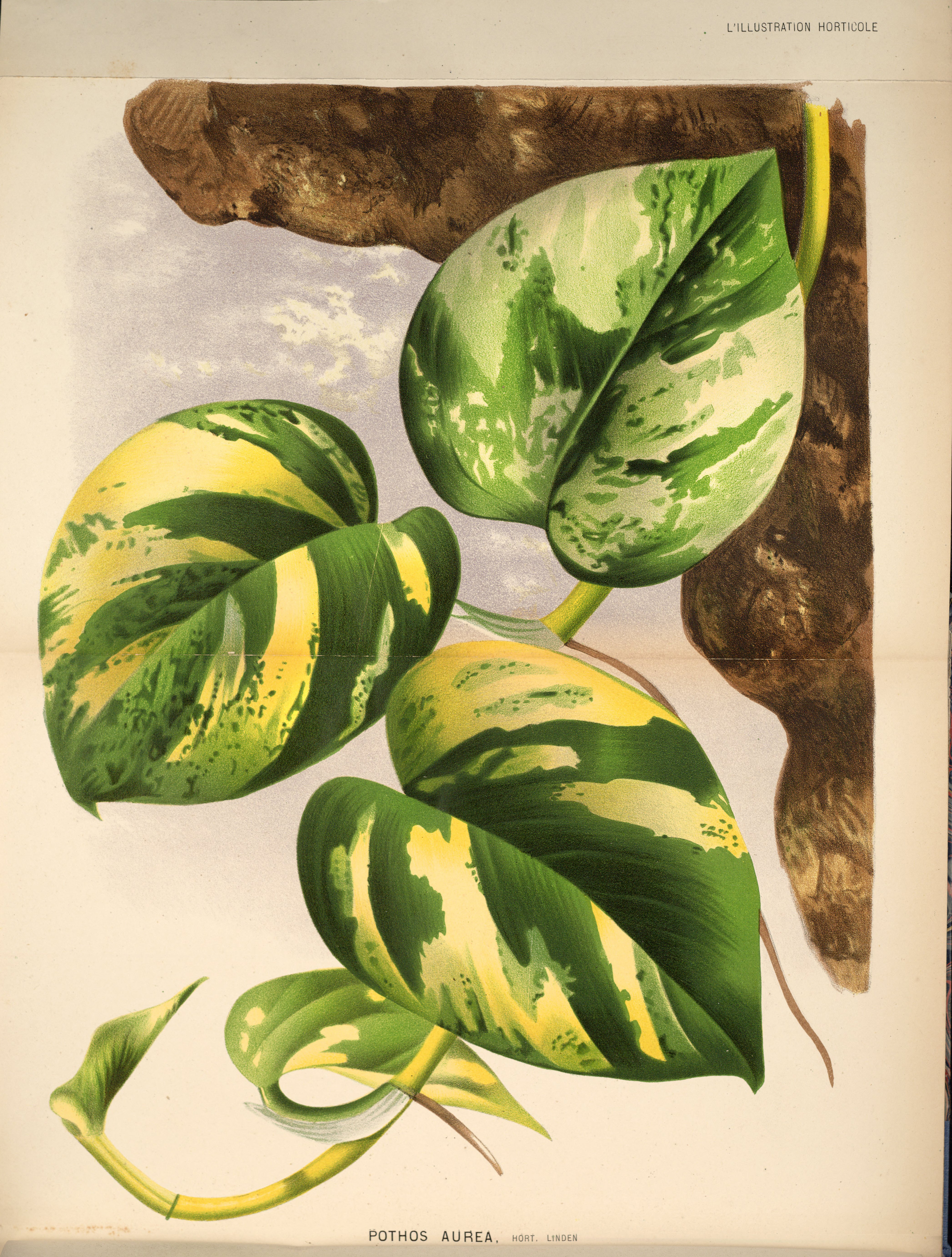
منجولا
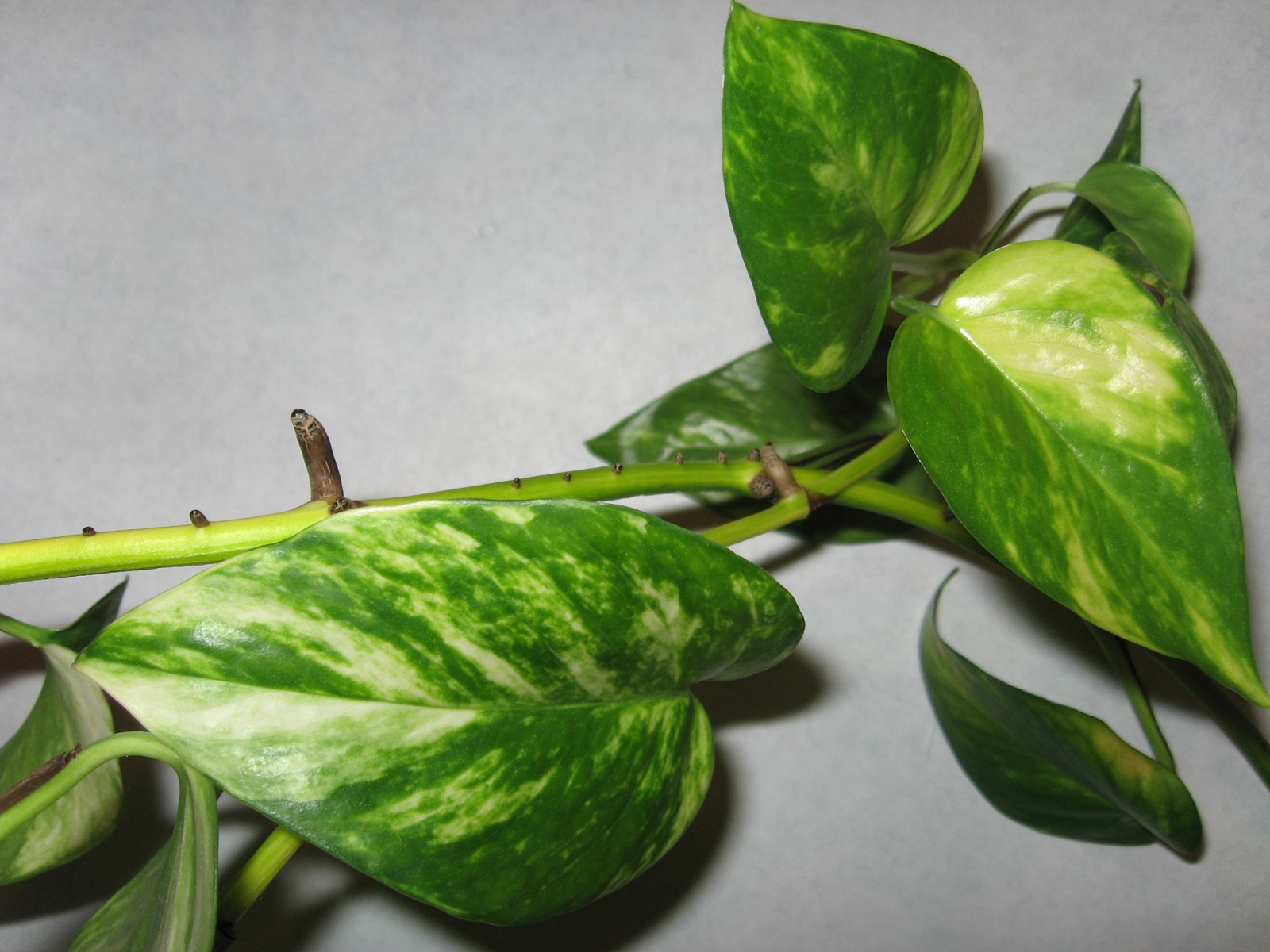
ابلق
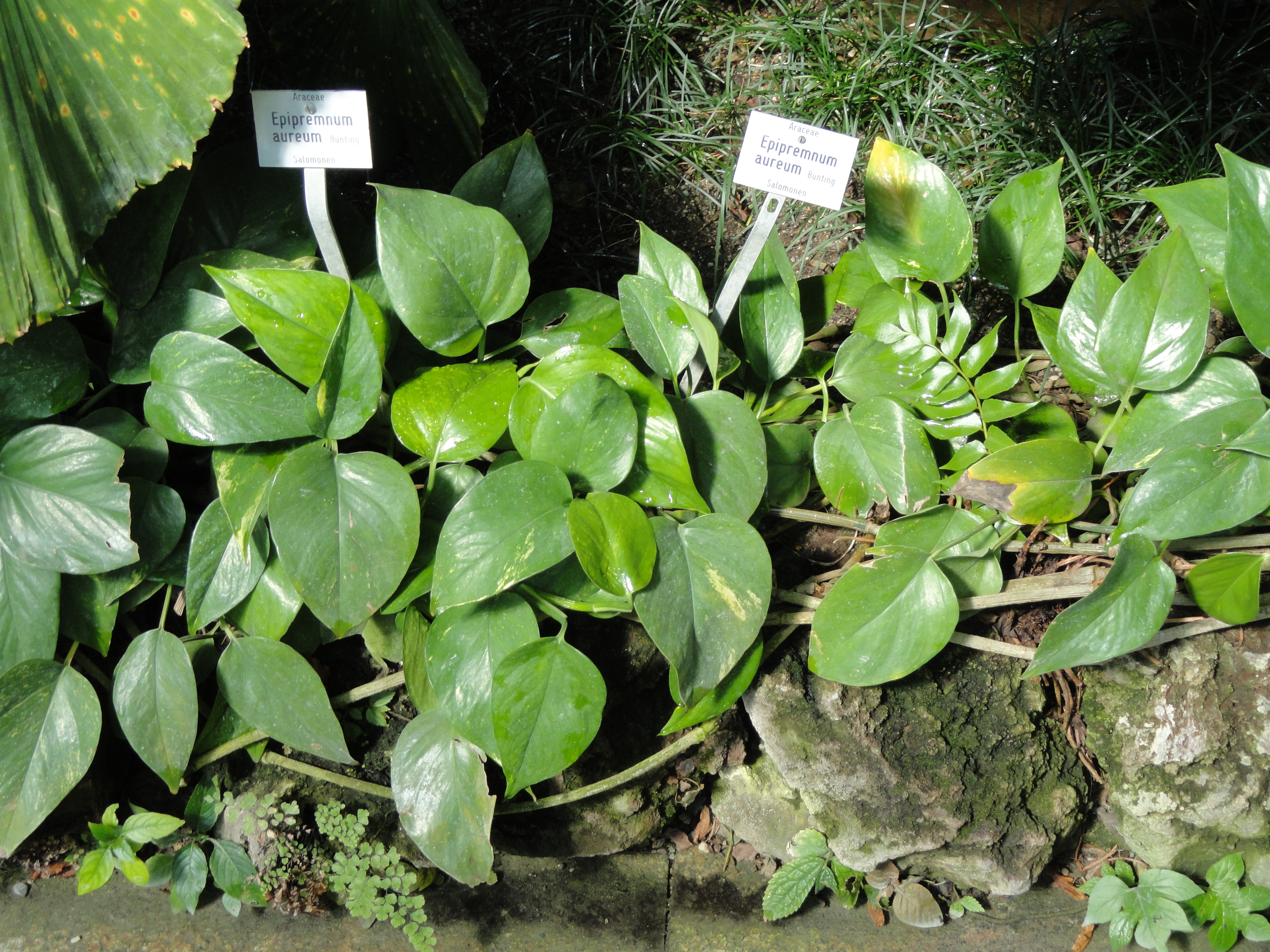
پتوس سبز در باغ گیاه‌شناسی مونیخ نیمفنبورگ
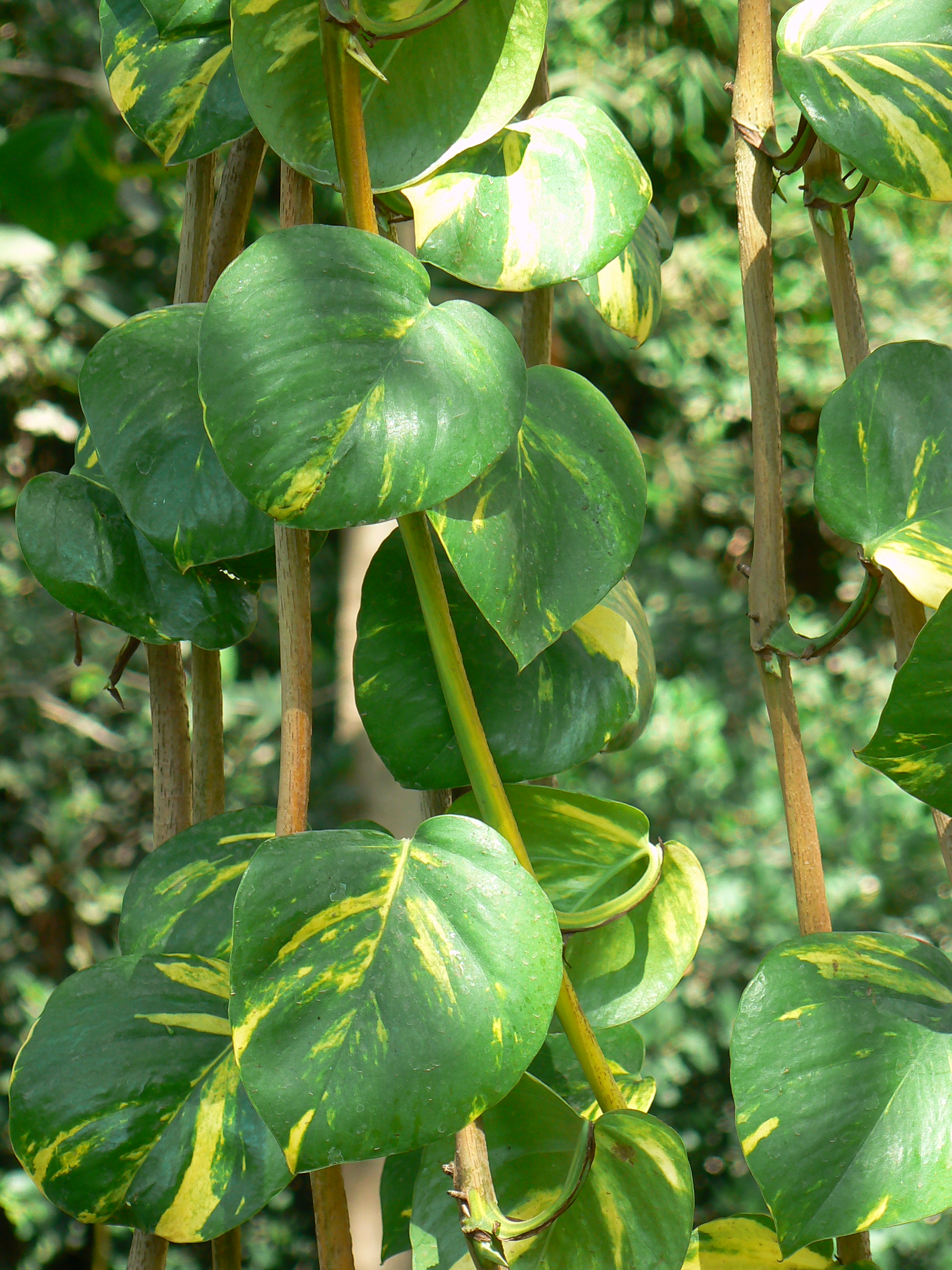
پتوس سبز و ابلق
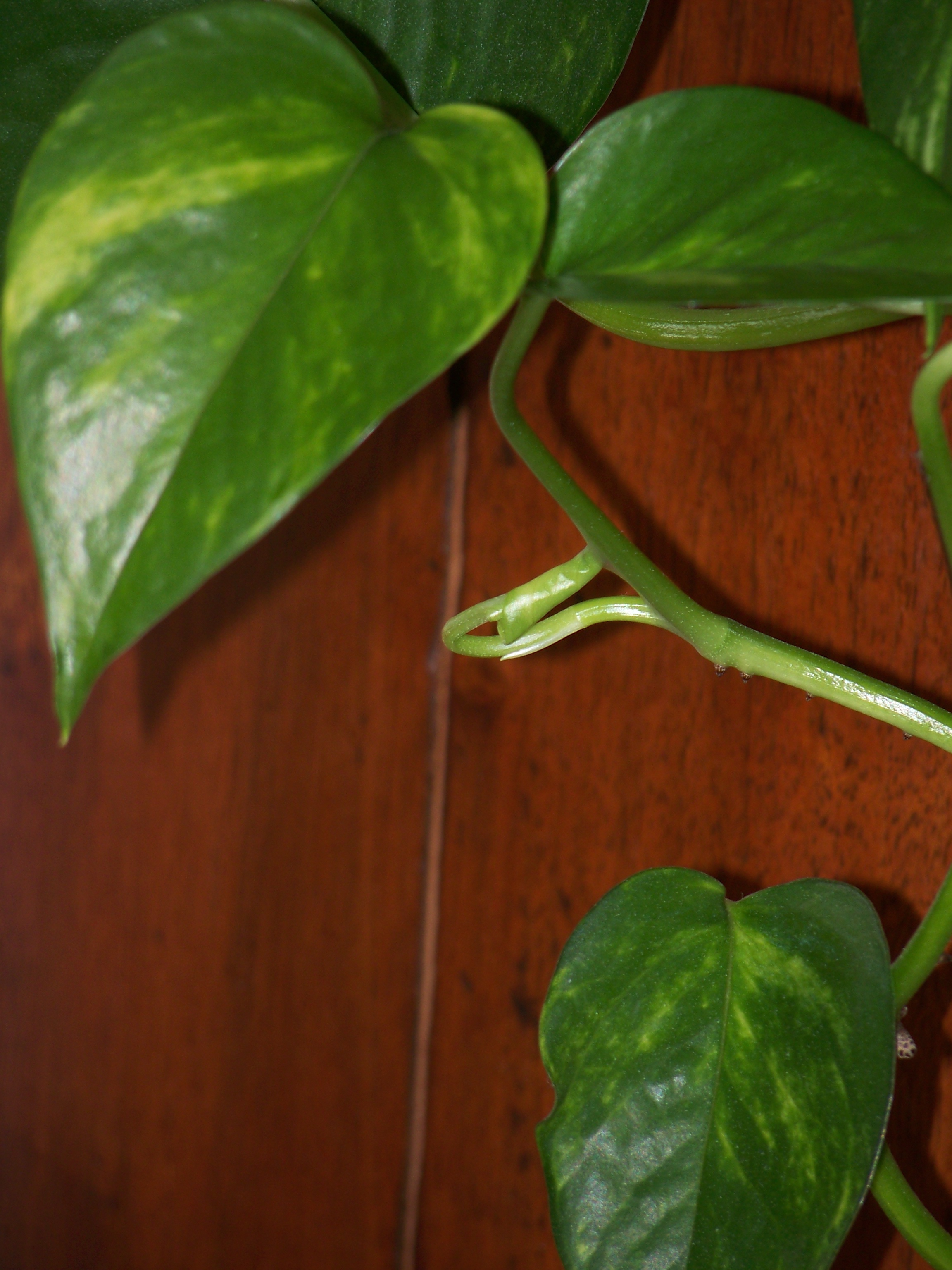
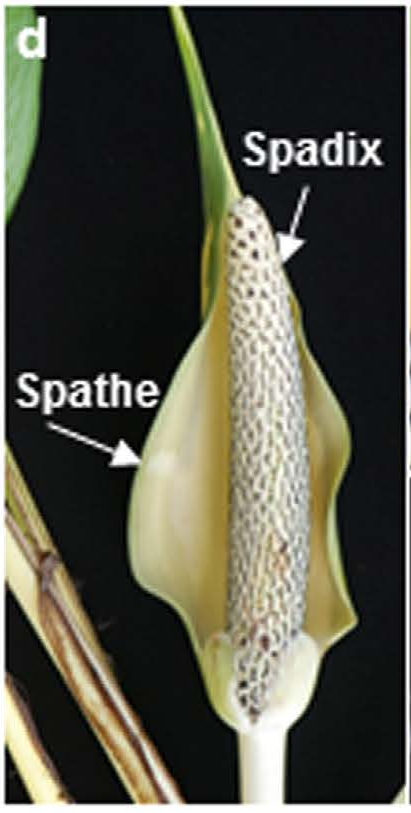
گل گیاه پتوس که بعد ۵ الی ۷ سالگی گیاه می‌روید.
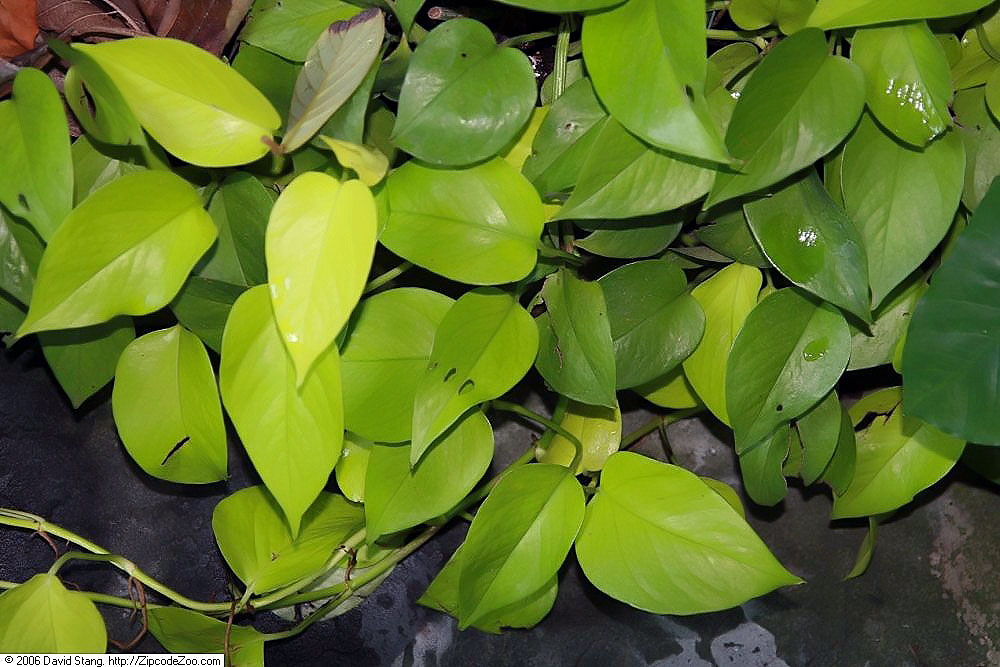
سبز و نئون
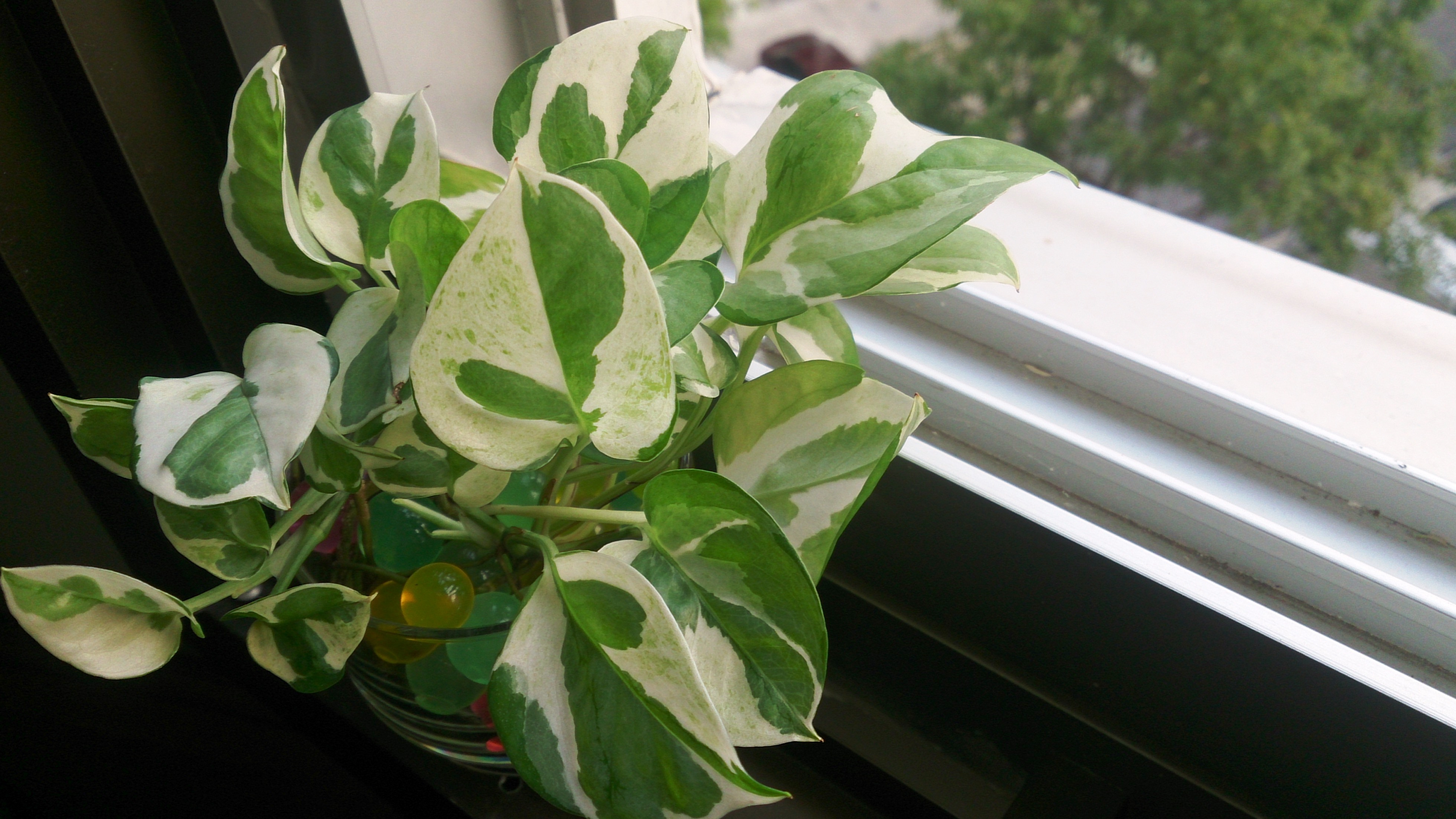
پتوس سفید یا ارتشی
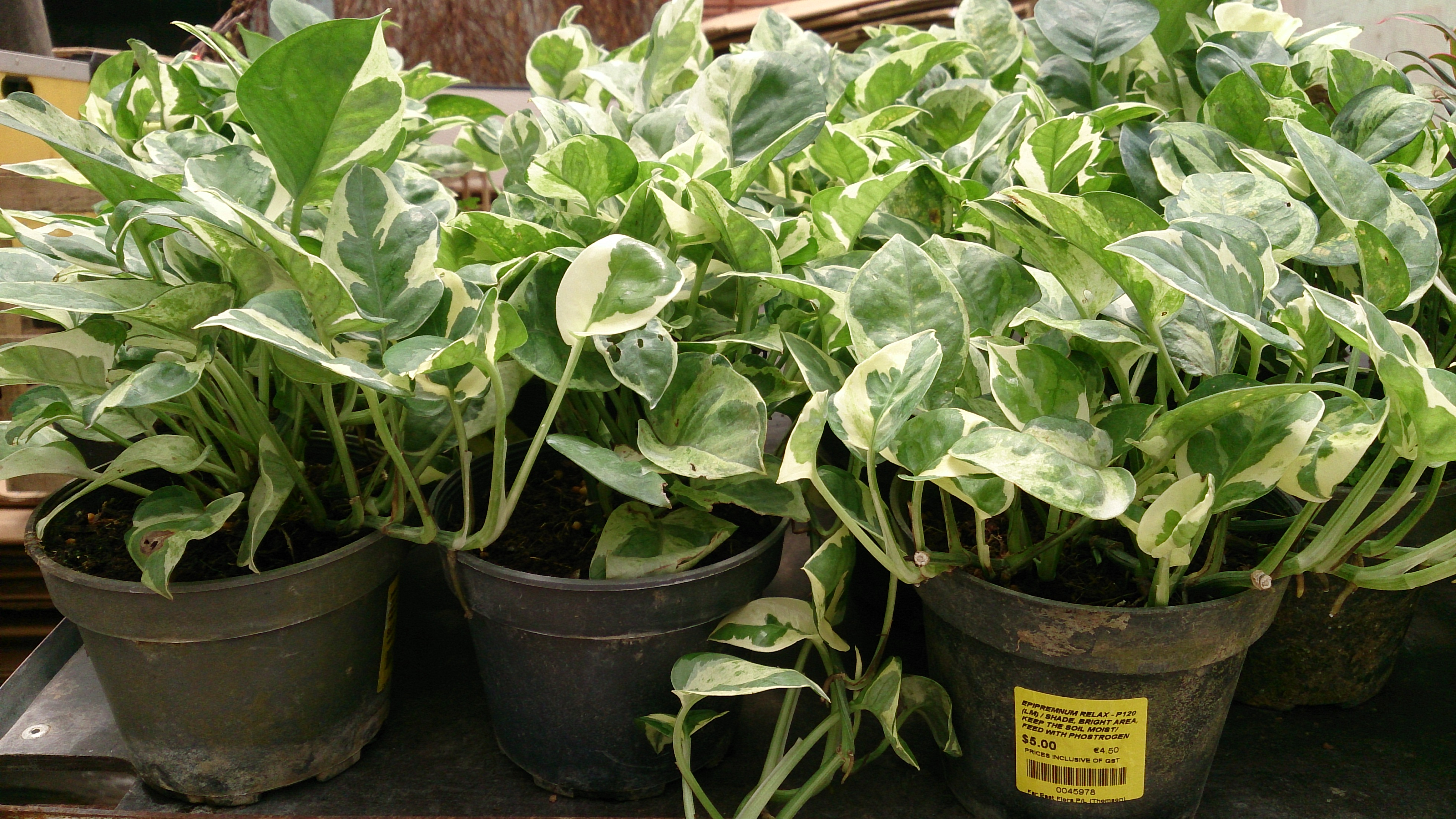
پتوس مرمری
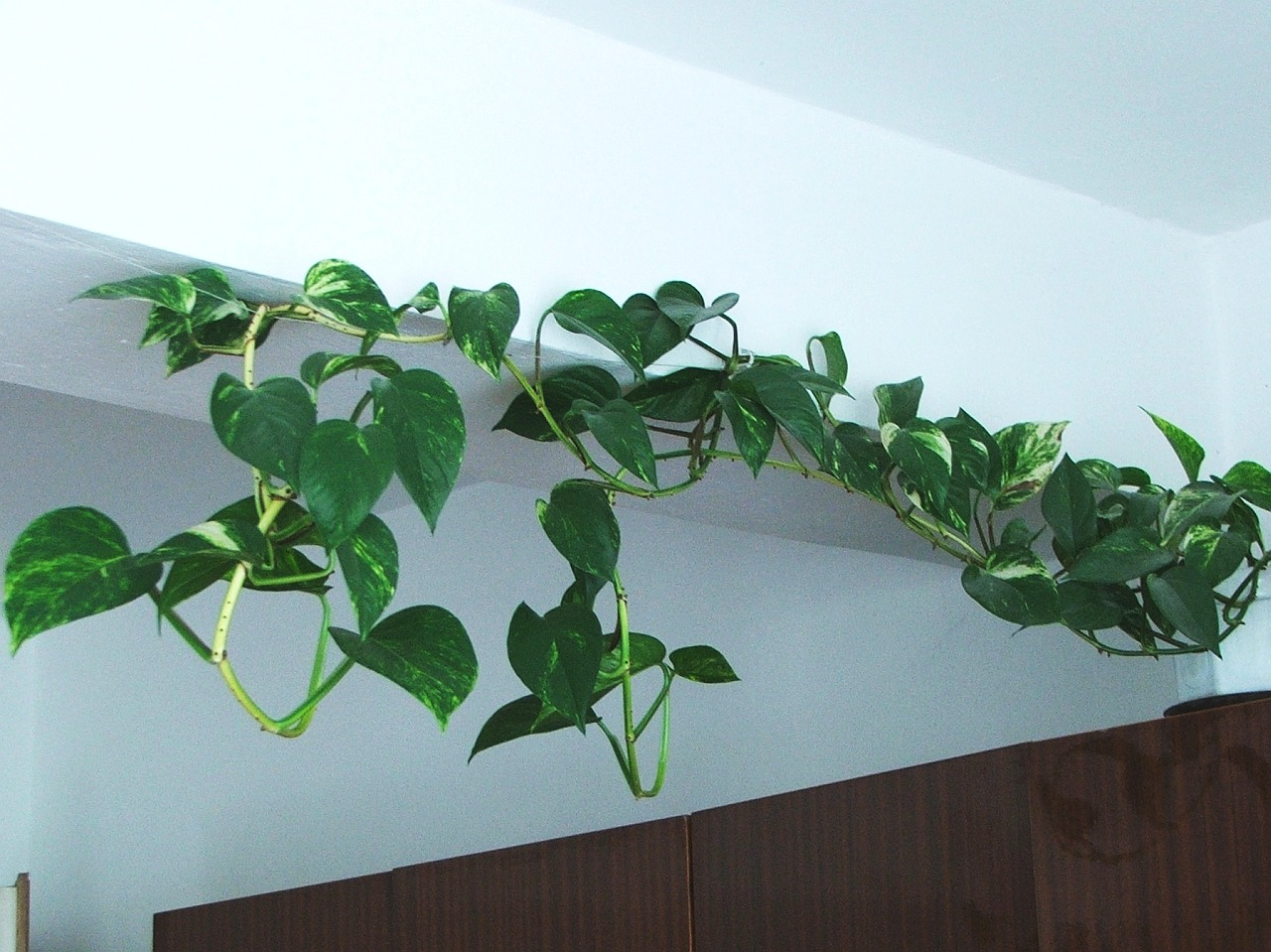
پتوس سبز

## پانویس

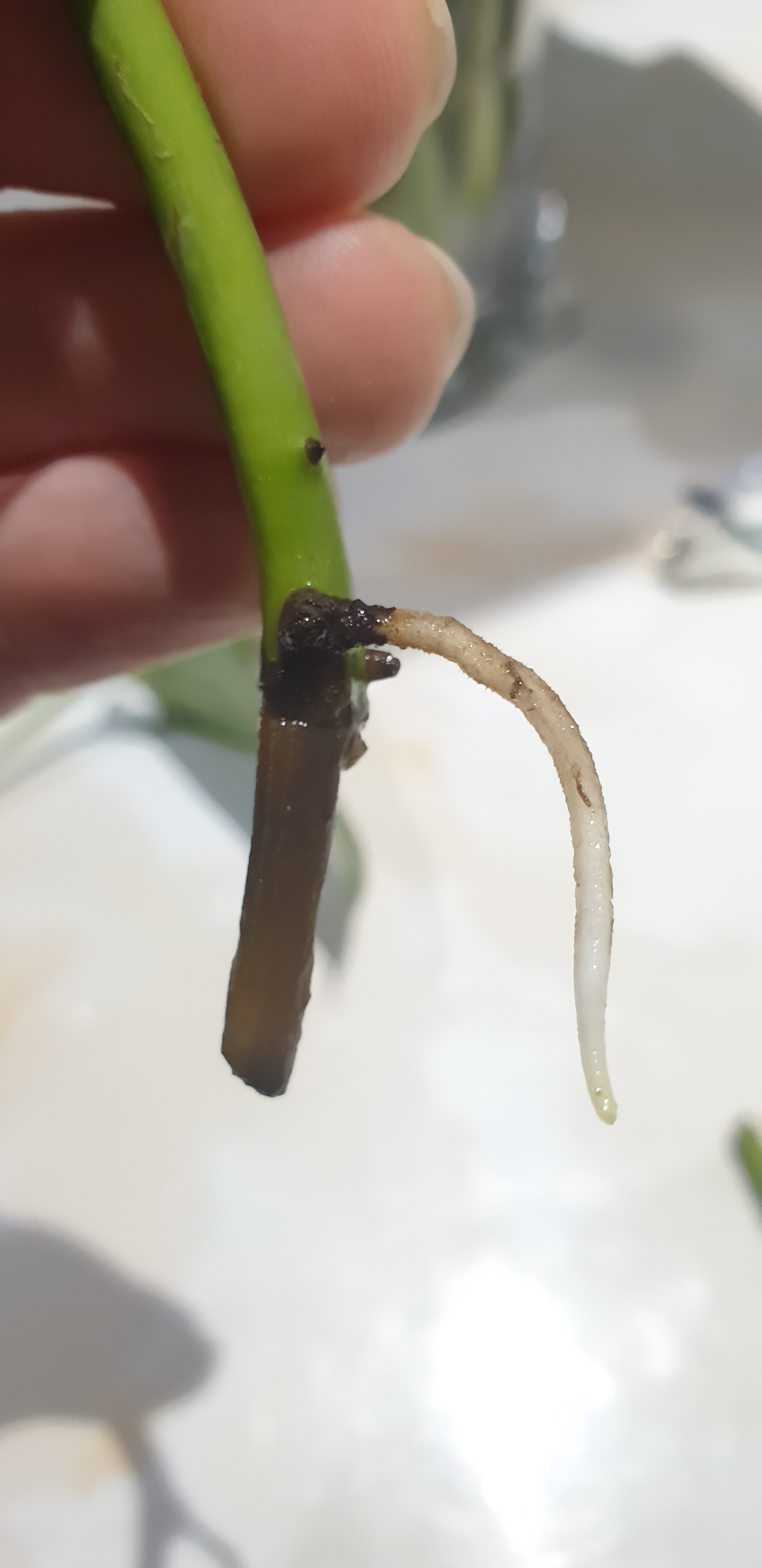
بیماری‌های ریشه در گیاه پتوس می‌توانند به دلیل عوامل مختلفی ایجاد شوند، مانند آبیاری نادرست، خاک ناسالم، و یا حمله بیماری‌های قارچی و باکتریایی